# Жилова, Мария Васильевна
Жило́ва, Мария Васильевна (27 декабря 1870 года (8 января 1871 года), Рыбинск — 17 мая 1934, Пулково) — российский и советский астроном, первая женщина-астроном, получившая учёное звание (адъюнкт-астроном) в российском научном учреждении.

## Биография
Семья Жиловых принадлежала к одной из старейших купечечских династий Рыбинска, роду Жилых-Жиловых, известному с середины XVII века. Отец, Василий Иванович (1822–1883), торговал зерном во многих городах Поволжья, был купцом первой гильдии и потомственным почетным гражданином Рыбинска, занимался благотворительностью. Мать, Екатерина Ильинична (в девичестве Волкова, ум. 1879), также происходила из купеческой семьи, увлекалась литературой и писала стихи. Всего в семье было четыре дочери и два сына.

### Образование
В 1888 году с золотой медалью окончила с золотой медалью Рыбинскую Мариинскую женскую гимназию. В 1890 году поступила на физико-математическое отделение санкт-петербургских Высших (Бестужевских) женских курсов (ВЖК). Слушала лекции астронома О. А. Баклунда, физиков О. Д. Хвольсона и И. В. Мещерского, математика П. А. Шиффа, химика Н. Н. Бекетова, геолога И. В. Мушкетова.
Позднее вспоминала:
«Вера Иосифовна Шифф ввела меня в профессорскую среду математиков. Директор Курсов Василий Петрович Кулин своими расспросами постоянно показывал заботу обо мне, как о младшем члене его громадной курсовой семьи. Профессор А. И. Введенский сильно повлиял на меня своею работой о забастовках. Профессор Д. И. Менделеев оставил неизгладимый след своею лекциею о значении промышленности для России вообще и выработки каменного угля в частности.
Окончила ВЖК в 1894 году. После выпуска намеревалась продолжать научную работу. О. Д. Хвольсон предлагал Жиловой заниматься магнито-электрическими исследованиями в лаборатории курсов, где, однако, нужно было добиваться получения оборудования и организации работы. Поэтому она приняла предложение другого своего преподавателя, О. А. Баклунда, и начала заниматься астрономией.

### Начало работы
В 1894–95 годах работала в Вычислительном бюро при Академии наук, которое было организовано Баклундом для вычислений движений комет, прежде всего кометы Энке. Работа бюро финансировалась нефтепромышленником Эммануилом Нобелем, поэтому его сотрудников в шутку называли «керосиновыми вычислителями».
8 (20) июня 1895 года начала работать сверхштатным вычислителем в Пулковской обсерватории. Была одной из первых женщин, официально работавших в обсерватории. Поначалу министр просвещения И. Д. Делянов отказывался принимать на работу женщин; Баклунду пришлось добиться специального разрешения президента Академии наук (в ведении которой находилась Пулковская обсерватория) великого князя Константина Константиновича.

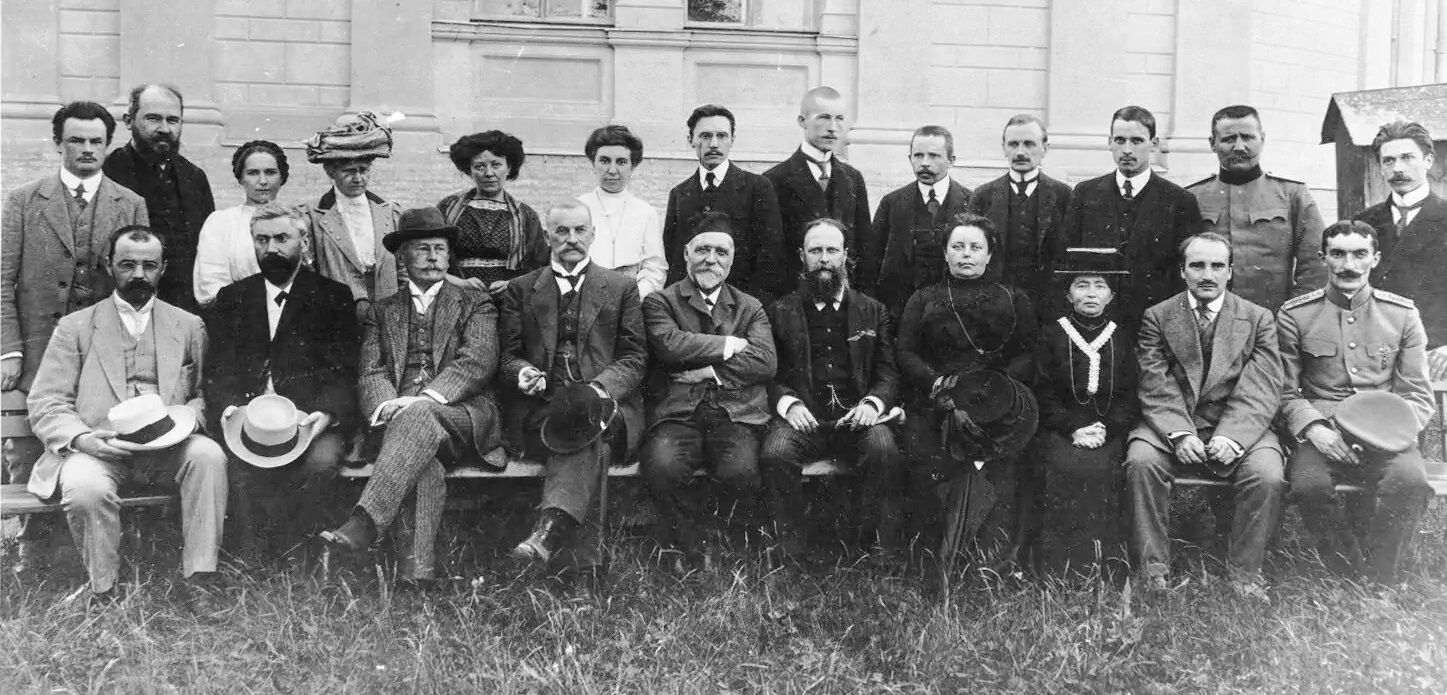
Астрономы у башни Пулковской обсерватории, июнь 1914 года. Жилова — четвертая справа в первом ряду.

Труд сверштатных вычислителей оплачивался чрезвычайно скромно; Жилова смогла на протяжении многих лет занимать эту должность только потому, что имела свой собственный капитал, тогда как другие сотрудницы вскоре покинули Пулково.
14 (26) декабря 1895 года была избрана в Русское астрономическое общество. В 1905 году на основании отзыва Баклунда получила от общества «Премию государя императора за выдающиеся работы по астрономии, географии и соприкасающимся с ними наукам, произведенные русскими учеными и изданные в России» за предвычисление движения трех малых планет.
В 1929 году стала членом Русского общества любителей мироведения. Также была членом Ассоциации астрономов РСФСР и Всероссийского астрономического союза.
Участвовала в работе Всероссийских астрономических съездов в 1917, 1920 и 1928 годах; в I Всероссийском воздухоплавательном съезде (Санкт-Петербург, 1911 год) и XIII Съезде русских естествоиспытателей и врачей (Тифлис, 1913 год). Много раз читала публичные лекции в Санкт-Петербурге и в Рыбинске. Увлекалась рисованием и литературой.
Несмотря на то, что после 1900 года Жилова занималась самостоятельными исследованиями, она оставалась в должности вычислителя. Только 30 января 1921 года Совет астрономов Пулковской обсерватории избрал её адъюнкт-астрономом.
В ноябре 1929 года подала прошение об отставке; 16 апреля 1930 года была освобождена от должности научного сотрудника, получила пенсию, а также право пользоваться библиотекой обсерватории и наблюдать на переносной трубе. После отставки поселилась в селе Пулково, продолжала заниматься астрономическими наблюдениями.
Умерла 17 мая 1934 года. Похоронена на мемориальном кладбище Пулковской обсерватории.

## Научные работы
Первые научные работы Жиловой относятся к 1894–95 годам, когда она работала в Вычислительном бюро при Академии наук. Здесь она занималась вычислениями и измерениями фотографий звёзд.
В первые годы работы в Пулковской обсерватории проводила вычисления по заданиям астрономов, участвовала в составлении звёздных каталогов, обрабатывала фотографии планет, звёздных скоплений, двойных звёзд.
Самостоятельные исследования начала вести в 1900 году. Наибольшее внимание уделяла вопросам теории малых планет (147) Протогенея, (48) Дорида, (196) Филомела, (24) Фемида.

Писала:
я считаю себя небесным механиком, специалисткой в узкой части ее: определение абсолютных орбит малых планет типа Hecuba по способу О. А. Баклунда.
Вычисленные Жиловой эфемериды малых планет печатались в журналах «Известия Императорской Академии наук», «Известия Николаевской Главной астрономической обсерватории», Astronomische Nachrichten и в ежегодниках Kleine Planeten Астрономического вычислительного института в Берлине.
Среди других научных трудов Жиловой — измерения спектрограмм звёзд, наблюдение солнечных пятен и факелов, а также вычисления больших бесселевых величин на 1905–1925 годы, служащих фундаментом для астрометрических вычислений.
Наблюдала два солнечных затмения: 27 июля (8 августа) 1896 года — частное затмение в Пулкове; 8 (21) августа 1914 года — полное затмение в Феодосии.

## Память
В честь Жиловой назван астероид (1255) Жилова, открытый Г. Н. Неуйминым 10 мая 1932 года.

## Публикации
- Grössenbestimmung der Sterne in Sternhaufen 20 Vulpeculae (Определение блеска звезды в звёздном скоплении 20 Vulpeculae) (нем.) // Bulletin de l'Académie impériale des sciences de St.-Pétersbourg. — Санкт-Петербург: Типография Императорской Академии наук, 1895. — Bd. II, Nr. 3. — S. 243–252.
- Positionen von 1041 Sternen des Sterhaufens 5 Messier, aus photographischen Aufnahmen abgeleitet (Положения 1041 звезды звёздной кучи Messier 5, выведенные по фотографическим снимкам) (нем.) // Bulletin de l'Académie impériale des sciences de St.-Pétersbourg. — Санкт-Петербург: Типография Императорской Академии наук, 1898. — Bd. VIII, Nr. 4. — S. 253–312.
- Angenäherte absolute Bahn des Planeten (147) Protogeneia (Приближенная абсолютная орбита планеты (147) Protogeneia) (нем.) // Bulletin de l'Académie impériale des sciences de St.-Pétersbourg. — Санкт-Петербург: Типография Императорской Академии наук, 1900. — Bd. XIII, Nr. 3. — S. 345–350.
- Planet (147) Protogeneia (нем.) // Astronomische Nachrichten. — 1900. — Bd. 154, Nr. 6. — S. C148–D148.
- Planet (147) Protogeneia (нем.) // Astronomische Nachrichten. — 1900. — Bd. 154, Nr. 7–8. — S. 161–162.
- Angenäherte Elemente und Ephemeride des Planeten Doris (Приблизительные элементы и эфемериды планеты «Дорис») (нем.) // Bulletin de l'Académie impériale des sciences de St.-Pétersbourg. — Санкт-Петербург: Типография Императорской Академии наук, 1901. — Bd. XIV, Nr. 5. — S. 503–508.
- Angenäherte Elemente und Ephemeride des Planeten (147) Protogeneia für die Oppositionen 1902 bis 1909 (Эфемериды планеты (147) «Protogeneia» для противоположений 1902–1909) (нем.) // Bulletin de l'Académie impériale des sciences de St.-Pétersbourg. — Санкт-Петербург: Типография Императорской Академии наук, 1902. — Bd. XVI, Nr. 3. — S. 119–124.
- Ephemeride des Planeten (48) Doris (нем.) // Astronomische Nachrichten. — 1902. — Bd. 160, Nr. 8. — S. 147–148.
- Angenäherte Oppositions-Ephemeriden des Planeten (196) Philomela für die Zeit 1903–1913 (Приблизительные эфемериды для планеты (196) «Philomela» для противостояний 1903–1913) (нем.) // Bulletin de l'Académie impériale des sciences de St.-Pétersbourg. — Санкт-Петербург: Типография Императорской Академии наук, 1903. — Bd. XIX, Nr. 2. — S. 59–65.
- Angenäherte Ephemeride des Planeten (48) Doris (Приближенная эфемерида планеты (48) Дорис) (нем.) // Bulletin de l'Académie impériale des sciences de St.-Pétersbourg. — Санкт-Петербург: Типография Императорской Академии наук, 1904. — Bd. XXI, Nr. 3. — S. 171–172.
- (147) Protogeneia. Genäherte Oppositions-Ephemeriden von 43 kleinen Planeten für 1904 August bis Dezember (нем.) // Veröffentlichungen des Königlichen Astronomischen Rechen-Instituts zu Berlin. — Berlin: Verlagsbuchhandlung Ferd. Dümmler, 1904. — Nr. 24.
- Приближенная абсолютная орбита малой планеты (48) Дорис // Известия Императорской Академии наук. — Санкт-Петербург: Типография Императорской Академии наук, 1906. — Т. XXIV, № 3. — С. 161–168.
- Tables des quantités Besseliènnes pour les années 1905–1910 (фр.). — Санкт-Петербург: Типография Императорской Академии наук.
- (48) Doris. R. Osservatorio di Arcetri, 1907, F. 23.
- Ephemeride des Planeten Protogeneia (147) (Эфемериды планеты Протогенея (147) для противостояния 1910–1920) (нем.) // Bulletin de l'Académie impériale des sciences de St.-Pétersbourg. — Санкт-Петербург: Типография Императорской Академии наук, 1908. — Bd. II, Nr. 6. — S. 537–547.
- Исследование спектра звезды α Bootis по спектрограммам, полученным в Пулковской обсерватории // Записки Императорской Академии наук, по Физико-Математическому Отделению. — Санкт-Петербург: Типография Императорской Академии наук, 1908. — Т. XXIII, № 3.
- Исследование спектра звезды "α Persei" по спектрограммам Пулковской обсерватории // Записки Императорской Академии наук, по Физико-Математическому Отделению. — Санкт-Петербург: Типография Императорской Академии наук, 1909. — Т. XXIV, № 10.
- (482) Petrina. Genäherte Oppositions-Ephemeriden von 30 kleinen Planeten für 1909 Juli bis 1910 Januar (нем.) // Veröffentlichungen des Königlichen Astronomischen Rechen-Instituts zu Berlin. — Berlin: Verlagsbuchhandlung Ferd. Dümmler, 1909. — Nr. 37.
- Малые планеты // Известия Императорской Академии наук. — Санкт-Петербург: Типография Императорской Академии наук, 1909. — Т. III, № 18. — С. 1180.
- Tables des quantités Besseliènnes pour les années 1911–1913 (фр.). — Санкт-Петербург: Типография Императорской Академии наук, 1911.
- Positions de petites planètes, déduites par M. Shilow dés photographies prises par G. Tichoff (фр.) // Mitteilungen der Nikolai-Hauptsternwarte zu Pulkowo. — Санкт-Петербург: Типография Императорской Академии наук, 1912. — Vol. IV, no 47. — P. 199.
- Sur l'exactitude des éléments des planètes: (48) Doris, (147) Protogeneia et (196) Philomela (фр.) // Mitteilungen der Nikolai-Hauptsternwarte zu Pulkowo. — Санкт-Петербург: Типография Императорской Академии наук, 1912. — Vol. IV, no 47. — P. 200.
- (196) Philomela. Mitteilungen über kleine Planten (нем.) // Astronomische Nachrichten. — 1913. — Bd. 195, Nr. 2. — S. 29–32.
- Tables des quantités Besseliènnes pour les années 1914–1915 (фр.). — Санкт-Петербург: Типография Императорской Академии наук, 1913.
- Замечания относительно некоторых линий радия, эманации неона и аргона // Известия Русского астрономического общества. — 1914. — Вып. XX, № 2.
- Ephemeriden des Planeten (196) Philomela 1914–1925 (нем.) // Mitteilungen der Nikolai-Hauptsternwarte zu Pulkowo. — 1914. — Nr. 64. — S. 71–75.
- Малая планета (196) Philomela // Известия Императорской Академии наук. — Петроград: Типография Императорской Академии наук, 1914. — Т. VIII, № 14. — С. 1023–1040.
- Малые планеты // Циркуляры Николаевской Главной астрономической обсерватории. — 1917. — Т. ХХІV.
- Эфемерида малой планеты (48) Doris (1917–1929) // Циркуляры Николаевской Главной астрономической обсерватории. — 1917. — Т. ХХV.
- Tables des quantités Besseliènnes pour les années 1916–1920 (фр.). — Петроград, 1917.
- Эфемерида малой планеты (48) Doris // Известия Главной астрономической обсерватории. — 1918. — Т. 86.
- Эфемериды малой планеты (196) Philomela для противостояний с 1926 по 1937 года // Известия Главной российской астрономической обсерватории. — Москва: Главное управление научных учреждений, 1926. — Т. 10, № 4. — С. 407–412.
- Observations du passage de Mercure sur le disque solaire le 7 mai 1924 à Poulkovo (фр.) // Astronomische Nachrichten. — 1924. — Bd. 222, Nr. 4. — S. 63–64.
- Beobachtungen der totalen Mondfinsternis 1924 August 14 (нем.) // Astronomische Nachrichten. — 1924. — Bd. 223, Nr. 10. — S. 153–160.
- Ephemeriden der kleine Planeten: (48) Doris, (147) Protogeneia // Kleine Planeten. Jahrgang 1925. — Berlin: Ferd. Dümmlers Verlagsbuchhandlung, 1924.
- Ephemeride des kleine Planeten (48) Doris // Kleine Planeten. Jahrgang 1927. — Berlin: Ferd. Dümmlers Verlagsbuchhandlung, 1926.
- Ephemeriden der kleine Planeten: (48) Doris, (147) Protogenejа und (196) Philomela // Kleine Planeten. Jahrgang 1928. — Berlin: Ferd. Dümmlers Verlagsbuchhandlung, 1927.
- Ephemeriden der kleine Planeten: (48) Doris, (147) Protogeneja und (196) Philomela // Kleine Planeten. Jahrgang 1929. — Berlin: Ferd. Dümmlers Verlagsbuchhandlung, 1928.
- Photographische Beobachtung von Kleinen Planeten // Astronomische Nachrichten. — 1928. — Bd. 232, Nr. 12. — S. 221–222.
- Tables des quantités Besseliènnes (фр.). — 1931.
- Ephemeride des Kleinen Planeten 48 Doris für Oh Weltzeit (нем.) // Astronomische Nachrichten. — 1931. — Bd. 241, Nr. 11. — S. 199–200.